# Rae Anderson
Rae Anderson (nascida em 16 de fevereiro de 1997) é uma atleta paralímpica australiana. Nasceu com paralisia cerebral.
Nos Jogos da Commonwealth de 2014, competiu no salto em distância feminino, categorias F37/38, e terminou em sétimo, com a marca de 3,67 metros (+0,9).
Rae defendeu as cores da Austrália disputando os Jogos Paralímpicos do Rio de Janeiro, em 2016, onde terminou em quinto nas provas femininas dos lançamentos de dardo F37 e de disco F37/38.